# Hôpital général du Puy-en-Velay
L'hôpital général du Puy-en-Velay est un monument situé dans la ville du Puy-en-Velay dans le département de la Haute-Loire.
Le corps de logis principal avec ses avant-corps latéraux, le dortoir des hommes au premier étage, la salle Régence avec ses boiseries au rez-de-chaussée, la cour intérieure avec ses deux puits, les terrasses et leurs murs de soutènement, la chapelle sont inscrits au titre des monuments historiques par arrêté du 4 mars 1991.

## Description